# Гасымов, Руслан Мирагаевич
Руслан Мирагаевич Гасымов (род. 8 ноября 1979, Ленинград) — российский дзюдоист и самбист, призёр чемпионатов России по дзюдо, чемпион и призёр чемпионатов Европы по дзюдо, чемпион России, Европы и мира по самбо, мастер спорта России международного класса по самбо, Заслуженный мастер спорта России по дзюдо. Шестикратный обладатель кубка Европы в составе клуба дзюдо «Явара-Нева» (Санкт-Петербург). В настоящее время — полковник внутренней службы, заместитель Председателя Санкт-Петербургской и Ленинградской областной организации ОГО ВФСО «Динамо». Награжден нагрудным почетным знаком «Лучший в спорте Санкт-Петербурга» в 2006 году. Тренер команды МВД.

## Биография
Выпускник философского факультета Санкт-Петербургского университета, кандидат исторических наук. Тренер ― Александр Ерёмин. Выступал за клуб «Явара-Нева» (Санкт-Петербург). 
Участник летних Олимпийских игр 2008 года в Пекине. На Олимпиаде проиграл первую схватку немецкому борцу Бенджамину Берла и выбыл из дальнейшей борьбы. Оставил большой спорт.

## Спортивные достижения

### Дзюдо
- Чемпионат России по дзюдо 2002 года — ;
- Чемпионат России по дзюдо 2003 года — ;

### Самбо
- Кубок России по самбо 2004 года — ;
- Чемпионат России по самбо 2000 года — ;
- Чемпионат России по самбо 2002 года — ;
- Чемпионат России по самбо 2004 года — ;

## Награды
- Орден Дружбы (14 октября 2020) — за заслуги в развитии физической культуры и спорта, активную общественную деятельность[3].